# Meta qianshanensis
Meta qianshanensis är en spindelart som beskrevs av Zhu 1983. Meta qianshanensis ingår i släktet Meta och familjen käkspindlar. Inga underarter finns listade i Catalogue of Life.